# Forca de guerra
La forca de guerra és una arma enastada en ús en l'Europa del segle XV al XIX i a l'Extrem Orient (sobretot a la Xina). Com algunes altres armes d'ast, deriva d'un estri agrícola: la forca. A Europa, té una variant de dues puntes (dents) de l'espelt de guerra.